# 岡崎市立形埜小学校
岡崎市立形埜小学校（おかざきしりつ かたのしょうがっこう）は、愛知県岡崎市桜形町にある公立小学校。

## 概要

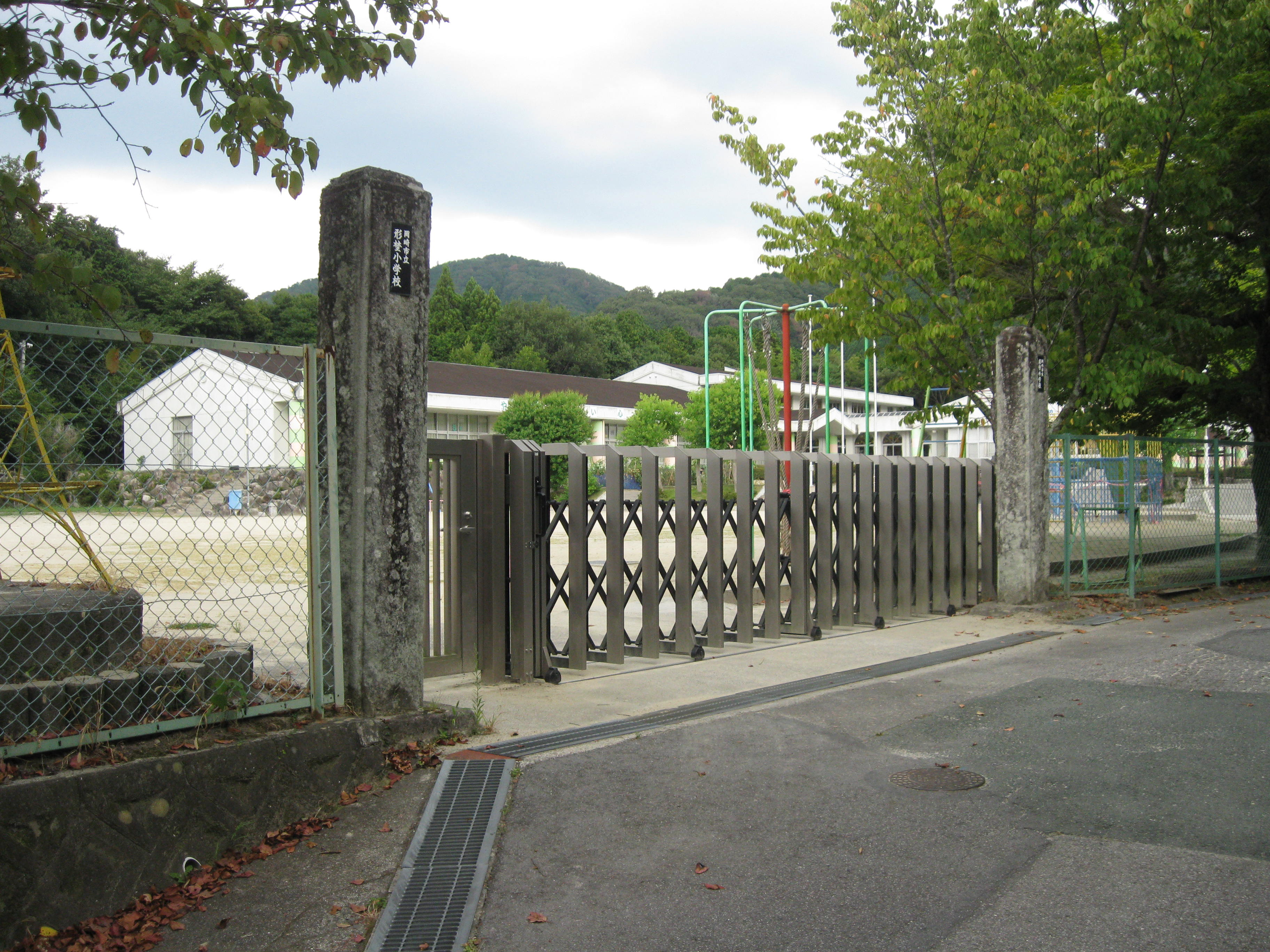
校門

1873年（明治6年）に創立した。本校は岡崎市の市街地から遠く離れており、学校周辺は山と森に囲まれている。通称は「形小」、「形埜小」などがある。なお、本学区の額中生は敬信寮に入寮できる。
豊富小学校、夏山小学校、宮崎小学校、下山小学校とともに、岡崎市立額田中学校の学区を構成する。
| 調査日       | 児童数 | 通常学級 | 特別支援学級 |
| ------------ | ------ | -------- | ------------ |
| 2013年4月8日 | 60人   | 6        | 1            |
| 2019年5月1日 | 53人   | 6        | 2            |
| 2020年5月1日 | 53人   | 6        | 2            |
| 2021年5月1日 | 54人   | 6        | 2            |

## 学区
| 町名 | 進学先     |
| --- | ---------- |
| 切山町、毛呂町、井沢町、桜形町、鍛埜町、南大須町、大高味町、小久田町（字岩下・字姥ケ懐・字柿平・字上笹ケ田・字清水・字仏供・字村上・字屋下・字湯ノ木・字下笹ケ田を除く。） | 額田中学校 |

## 沿革

### 明治
- 1873年
  - 桜形村広祥院法堂を仮校舎として桜形学校を開設[5]。
- 1881年
  - 校舎を新築。
- 1888年
  - 桜形尋常小学校に改称。
- 1893年
  - 日近尋常小学校・形埜村立中山尋常小学校に改称。
- 1901年
  - 形埜村立日近尋常高等小学校に改称。
  - 高等科二年を追加。
- 1907年
  - 形埜村立形埜尋常高等小学校に改称。
- 1910年
  - 桜形尋常高等小学校・形埜村立中山尋常小学校の全部を移転。

### 大正
- 1913年
  - 裁縫室、唱歌室の増築落成。
- 1917年
  - 初めて校医を設置。

### 昭和
- 1927年
  - 岡崎中学校における「天皇陛下御親閲会」に当校教員並びに高等科生徒が参列する。
- 1937年
  - 県主推理研究発表会を開催。
- 1940年
  - 国民学校令公布。形埜国民学校に改称。
- 1947年
  - 国民学校を小学校と改称する。形埜村立形埜国民学校から形埜村立形埜小学校に改称。
  - 形埜小学校PTA発足。
- 1950年
  - 形埜中学校を本校から移転。
- 1956年
  - 合併し額田町となる。額田町立形埜小学校に改称。
- 1962年
  - 新校舎完成。
- 1966年
  - 校訓「健やか・仲よく・考える」を制定。
- 1970年
  - 校歌制定。
  - 中部5県FBC優良校になる。以後優秀賞などを受賞。
  - 東海3県学校図書館コンクールで、文部科学大臣賞を受賞。
- 1971年
  - プール完成。
  - 自主研究発表会を開催。
- 1973年 - 開校100周年記念式典挙行。

### 平成
- 1989年
  - 校旗樹立。
  - 新校舎竣工式。
  - 文部科学省指定「道徳教育推進校」共同推進校研究発表会を開催。
  - 西三指定研究発表会を開催。
  - 屋外造園、校門工事完了。
- 1990年
  - 道徳と特別活動の教育研究優秀賞を受賞。
  - 第12回日本の絵本賞・手作り絵本コンテスト内閣総理大臣賞、評論社により絵本発刊。
  - 中部7県FBC学校花壇、奨励賞（秋）。
- 1991年
  - 西三河地方教育事務協議会指定の研究発表会を開催。
- 1992年
  - 屋外トイレ設置。
  - 中部7県FBC学校花壇、奨励賞（秋）。
- 1993年
  - 中部7県FBC学校花壇、優秀賞（春）、奨励賞（秋）。
- 1994年
  - 第3回全国小中学校環境教育賞奨励賞を受賞。
  - 当校研究が文部科学奨励研究になる。
  - 愛知県給食優良校。
  - 中部7県FBC学校花壇奨励賞（春）。
- 1995年
  - 東海三県学校図書館奨励賞を受賞。
  - 中部7県FBC学校花壇、奨励賞（春・秋）。
  - 中部7県FBC作文「花と私」が愛知県知事賞を受賞。
- 1996年
  - 文部科学省学校給食優良学校として文部科学大臣表賞を受賞。
  - 「環境教育実践マニュアル」優秀事例を小学館が発行。
  - 中部7県FBC学校花壇、奨励賞（春・秋）。
  - 中部7県東山花壇設計図、名古屋市長賞を受賞（秋）。
- 1997年
  - ソニー教育資金優良校、受賞。
  - 中部7県FBC学校花壇、奨励賞（春・秋）。
- 1998年
  - 中部7県FBC学校花壇、奨励賞（春）。
- 1999年
  - 全国小中学校環境教育賞、奨励賞を受賞。
  - 中部7県FBC学校花壇、奨励賞（春）。
- 2000年
  - 愛知県教育委員会「夢が語り合える学校作り」推進事業実践指定校に指定。
  - 中部7県FBC東山花壇設計図、名古屋市長賞を受賞（秋）。
- 2001年
  - 額田町教育委員会「夢を広げる学校づくり」推進事業実践指定校に指定。
  - 第25回水の週間記念全国表彰、国土交通大臣賞を受賞。
  - 第10回全国小中学校環境教育奨励賞を受賞。
  - 中部7県FBC学校花壇、奨励賞（秋）。
- 2002年
  - 6回大幸財団教育実践指定校に指定。
  - 中部7県FBC学校花壇優良賞（春）、奨励賞（秋）。
  - 中部7県東山花壇設計図、名古屋市長賞を受賞（春）。
- 2003年
  - 開校130周年記念式典が開かれる。
  - 額田町教育委員会が「夢を広げる学校づくり」推進事業実践指定校に指定。
  - 中部7県FBC学校花壇設計図、愛知県知事賞を受賞（秋）。
  - 中部7県FBC東山花壇設計図、名古屋市長賞を受賞（春・秋）。
- 2004年
  - 英語学習が開始。
  - 中部7県FBC学校花壇奨励賞（秋）。
  - 中部7県FBC東山花壇設計図、名古屋市長賞を受賞。
- 2005年
  - ネコギギ掲示板除幕式が開かれる。
  - 中部7県FBC学校花壇奨励賞（秋）。
  - 中部7県FBC東山花壇設計図、愛知県知事賞を受賞（春）。
- 2006年
  - 合併し岡崎市となる。岡崎市立形埜小学校に改称。
  - 愛知県へき地教育研究協議会の研究委託を受ける。
  - 岡崎市民体育祭第1ブロックで形埜学区が優勝。
  - 中部7県FBC学校花壇奨励賞（春）。
  - 中部7県FBC東山花壇設計図、名古屋市長賞を受賞（春）。
  - 中部7県FBC図画、愛知県知事賞。
- 2007年
  - 愛知県へき地教育研究協議会の研究委託を受ける。
  - 6年生が全国学力・学習調査実施。
  - 岡崎市民体育祭第1ブロックで形埜地区が2年連続優勝。
  - 愛知県へき地教育研究協議会委嘱研究発表会を開催。
  - 2007年 - 中部7県FBC東山花壇設計図、名古屋市長賞を受賞（春）。
- 2008年
  - 特殊学級「チャレンジ」を新設。
  - 全日本学校関係緑化コンクール準特選・国土緑化推進機構会長賞を受賞。
  - 中部7県FBC東山花壇設計図、名古屋市長賞を受賞（春）。
- 2009年
  - 中部7県FBC学校花壇設計図、愛知県知事賞を受賞（春・秋）。
- 2010年
  - ジャズ出前コンサートが本校体育館で行われる。
  - 全日本学校関係緑化コンクール準特選で、本校PTAが協力賞を受賞。
  - 中部7県FBC学校花壇設計図、愛知県知事賞を受賞（春）。
- 2011年
  - 岡崎市子供会球技大会において、フットベースボールの部優勝。
  - 中部7県FBC学校花壇奨励賞（春・秋）。
  - 中部7県FBC学校花壇設計図、愛知県知事賞を受賞（春・秋）。
  - 中部7県FBC東山花壇設計図、名古屋市長賞を受賞（春・秋）。
- 2012年
  - 中部7県FBC学校花壇奨励賞（春・秋）。
  - 中部7県FBC学校花壇設計図、愛知県知事賞を受賞（秋）。
- 2013年
  - 開校140周年記念式典が開かれる。形埜学区大運動会ではじゃんけん大会、風船飛ばしを行い、航空写真を撮影した。
  - ユネスコスクールに加盟。
  - 愛知県へき地・複式教育研究協議会開催。
  - 中部7県FBC学校花壇奨励賞（春・秋）。
  - 中部7県FBC学校花壇設計図、愛知県知事賞を受賞（春）。

## 委員会活動
本校では、5つの委員会が存在している。代表委員会は中学校でいう生徒会の役割を果たしている。
- 代表委員会
  - 生活委員会
  - 環境委員会
  - 保健委員会
  - 放送委員会
  - 図書委員会

## 木の芽学習
本校では、1・2年生は「生活科」として、3 - 6年生総合学習を「木の芽学習」として学習している。5年生については学習内容が決まっていない。
- 1年生
  - ウサギの飼育活動
  - カブトムシの飼育活動
- 2年生
  - 野菜作り
- 3年生
  - ヤママユについて
  - ササユリについて[7][8]
- 4年生
  - 乙川の魚について
- 5年生
  - 野鳥観察、川など
- 6年生
  - 乙川の水質検査

## 部活動
部活動をするのは4年生から6年生。児童数が少ないので、夏はソフトボール部又はフットベースボール部として活動し、秋の陸上大会までは陸上部で活動する。10月から翌年3月までは部活動は行わない。
- ソフトボール部
  - 男子のみ 4月 - 7月
- フットベースボール部
  - 女子のみ 4月 - 7月
- 陸上部
  - 男女共 9月 - 10月

## 著名な出身者
- とりいかずよし（漫画家）[9]